# Unbreakable (álbum de Janet Jackson)
Unbreakable é o décimo primeiro álbum de estúdio da artista musical norte-americana Janet Jackson. O seu lançamento ocorreu em 2 de outubro de 2015, sendo seu primeiro álbum a ser lançado sob o selo independente Rhythm Nation Records, distribuído pela BMG Rights Management.

## Singles
O primeiro single, intitulado "No Sleeep", foi lançado em 22 de junho de 2015. No início de junho, Jimmy Jam fez um tweet dizendo "Early morning #Plush #NoSL333P #ConversationsInACafe", junto com uma foto de partituras em um estúdio escurecido. Mais tarde, um trecho da canção vazou na Internet, seguido de uma contagem regressiva em seu site oficial, que revelou a canção em 22 de junho de 2015. A versão de álbum da canção apresenta versos adicionais do rapper americano J. Cole. Foi lançado para as rádios e disponibilizado para download digital em 23 de julho de 2015. A obra, com apenas vocais de Jackson, estreou na Billboard Hot 100 no 67ª posição, marcando sua quadragésima entrada no gráfico.

## Desempenho comercial
Unbreakable  estreou na primeira posição na Billboard 200, vendendo 109,000 copias na semana de estréia. Na semana seguinte o álbum caiu para a oitava posição, vendendo 28,000 unidades. Até 11 de Novembro de 2015 Unbreakable  vendeu 180,000 copias no Estados Unidos.

## Lista de faixas
| Unbreakable – Edição padrão |                                           |                                                            |                                                              |         |  |
| N.º                         | Título                                    | Compositor(es)                                             | Produtor(es)                                                 | Duração |  |
| 1.                          | "Unbreakable"                             | Janet Jackson James Harris III Terry Lewis Thomas Lumpkins | Jackson Jimmy Jam and Terry Lewis Dem Jointz Tommy McClendon | 3:38    |  |
| 2.                          | "Burnitup!" (com Missy Elliott)           | Jackson Harris III Lewis Dem Jointz Melissa Elliott        | Jackson Jam & Lewis Jointz Elliott                           | 4:09    |  |
| 3.                          | "Dammn Baby"                              | Jackson Harris III Lewis Jointz                            | Jackson Jam & Lewis Jointz                                   | 3:55    |  |
| 4.                          | "The Great Forever" (com Michael Jackson) | Jackson Harris III Lewis                                   | Jackson Jam & Lewis                                          | 4:18    |  |
| 5.                          | "Shoulda Known Better"                    | Jackson Harris III Lewis                                   | Jackson Jam & Lewis Jointz                                   | 4:45    |  |
| 6.                          | "After You Fall"                          | Jackson Harris III Lewis                                   | Jackson Jam & Lewis                                          | 4:48    |  |
| 7.                          | "Broken Hearts Heal"                      | Jackson Harris III Lewis                                   | Jackson Jam & Lewis                                          | 3:42    |  |
| 8.                          | "Night"                                   | Jackson Harris III Lewis Lumpkins Michaela Renee Shiloh    | Jackson Jam & Lewis McClendon                                | 4:14    |  |
| 9.                          | "No Sleeep" (com J. Cole)                 | Jackson Harris III Lewis Jermaine Cole                     | Jackson Jam & Lewis Cole                                     | 4:20    |  |
| 10.                         | "Dream Maker / Euphoria"                  | Jackson Harris III Lewis Lumpkins                          | Jackson Jam & Lewis McClendon                                | 2:46    |  |
| 11.                         | "2 B Loved"                               | Jackson Harris III Lewis Lumpkins Abernathy                | Jackson Jam & Lewis Jointz                                   | 2:55    |  |
| 12.                         | "Take Me Away"                            | Jackson Harris III Lewis                                   | Jackson Jam & Lewis                                          | 4:18    |  |
| 13.                         | "Promise"                                 | Jackson Harris III Lewis                                   | Jackson Jam & Lewis                                          | 0:57    |  |
| 14.                         | "Lessons Learned"                         | Jackson Harris III Lewis                                   | Jackson Jam & Lewis                                          | 4:23    |  |
| 15.                         | "Black Eagle"                             | Jackson Harris III Lewis                                   | Jackson Jam & Lewis                                          | 3:17    |  |
| 16.                         | "Well Traveled"                           | Jackson Harris III Lewis                                   | Jackson Jam & Lewis                                          | 4:18    |  |
| 17.                         | "Gon' B Alright"                          | Jackson Harris III Lewis Lumpkins                          | Jackson Jam & Lewis McClendon                                | 3:54    |  |
| Duração total:              | Duração total:                            | Duração total:                                             | Duração total:                                               | 64:37   |  |

| Unbreakable – Faixas bônus da iTunes Store |                                               |                               |                          |         |  |
| N.º                                        | Título                                        | Compositor(es)                | Produtor(es)             | Duração |  |
| 18.                                        | "No Sleeep"                                   | Jackson Harris III Lewis      | Jackson Jam & Lewis      | 3:26    |  |
| 19.                                        | "No Sleeep" (AFSHeeN Remix featuring J. Cole) | Jackson Harris III Lewis Cole | Jackson Jam & Lewis Cole | 2:59    |  |
| Duração total:                             | Duração total:                                | Duração total:                | Duração total:           | 71:02   |  |

| Unbreakable – Faixas bônus da edição japonesa |                          |                                   |                               |         |  |
| N.º                                           | Título                   | Compositor(es)                    | Produtor(es)                  | Duração |  |
| 18.                                           | "Promise of You"         | Jackson Harris III Lewis          | Jackson Jam & Lewis           | 4:30    |  |
| 19.                                           | "Love U 4 Life"          | Jackson Harris III Lewis Lumpkins | Jackson Jam & Lewis McClendon | 2:42    |  |
| 20.                                           | "No Sleeep (PKCZ Remix)" |                                   | Jackson Jam & Lewis           |         |  |

| Unbreakable – Faixas extras da loja Target e da edição padrão da Austrália |                  |                                   |                               |         |  |
| N.º                                                                        | Título           | Compositor(es)                    | Produtor(es)                  | Duração |  |
| 18.                                                                        | "Promise of You" | Jackson Harris III Lewis          | Jackson Jam & Lewis           | 4:30    |  |
| 19.                                                                        | "Love U 4 Life"  | Jackson Harris III Lewis Lumpkins | Jackson Jam & Lewis McClendon | 2:42    |  |

## Desempenho nas tabelas musicais

### Posições
| Tabela musical (2015)                                  | Melhor posição |
| ------------------------------------------------------ | -------------- |
| Austrália (ARIA)                                       | 11             |
| Bélgica (Ultratop Flandres)                            | 20             |
| Bélgica (Ultratop Valônia)                             | 18             |
| Países Baixos (Dutch Charts)                           | 12             |
| França (Syndicat National de l'Édition Phonographique) | 25             |
| Alemanha (Offizielle Deutsche Charts)                  | 34             |
| Irlanda (IRMA)                                         | 27             |
| Itália (FIMI)                                          | 26             |
| Japão (Oricon)                                         | 24             |
| Escócia (Official Scottish Albums)                     | 21             |
| Suécia (Sverigetopplistan)                             | 46             |
| Reino Unido (Official Albums Chart)                    | 11             |
| Estados Unidos (Billboard Hot 100)                     | 1              |